# Antiochis, drottning av Sophene
Antiochis, 200-talet f.Kr., var en drottning av Sophene som gift med kung Xerxes av Sophene (regerade 228-212 f.Kr.). 
Hon var dotter till kung Seleukos II Kallinikos och syster till Antiochos III den store. 
År 212 belägrade Antiochos Sophenes huvudstad Arshamashat. Enligt Polybius ville Xerxes först fly, men av rädsla för att förlora inte bara staden utan hela riket, bestämde han sig för att inleda förhandlingar med Antiochos. De två kungarna slöt ett fredsfördrag enligt vilket Xerxes erkände Antiochos' överhöghet och Antiochos arrangerade ett äktenskap mellan Xerxes och sin syster Antiochis som dynastisk fredsallians. Antiochos försäkrade sig därmed om lugn i regionen medan han företog sitt fälttåg i öster. 
När han återvände västerut beordrade han sin syster drottning Antiochis att mörda sin make, och hon förgiftade då Xerxes och överlämnade sedan riket till sin bror. En annan version säger att hon bestämde sig för att mörda honom på eget initiativ, sedan hon fått veta att han planerade att svika alliansen med hennes bror. Oavsett tog Antiochos III kontroll över Sophene efter Xerxes död och gjorde det till en seleukidisk besittning. 
Vad som skedde efter Xerxes död är obekräftat på grund av saknad dokumentation. En version säger att en son till Antiochis sattes på tronen som lydkung, en annan att 
Antiochos III placerade en av sina befälhavare på tronen. 